# Sněžné (okres Žďár nad Sázavou)
Sněžné (německy Niemetzky, někdy ve tvarech Niemetzke či Němetzky, česky Německé, po roce 1945 též Německé na Moravě, od roku 1948 Sněžné) je městys v okrese Žďár nad Sázavou v Kraji Vysočina. Žije zde 751 obyvatel.

## Název
Vesnice byla při založení osídlena německy mluvícími horníky a proto byla pojmenována Německá (tj. vesnice). Od 16. století doklady ukazují střední rod (Německé, případně nářečně Německý). Písemné doklady jsou jen pro české jméno, které se s nepatrnou úpravou (např. Nemetzky či Niemetzky) užívalo i v němčině. Po druhé světové válce (v roce 1948) byla obec přejmenována na Sněžné.

## Historie
Sněžné bylo založeno pravděpodobně na přelomu 13. a 14. století. Zakladatelem byl Kdold z Haslau nebo Dětřich z Wolfgersdorfu. První písemná zmínka spadá k 16. červenci 1335, kdy Jeruše (dcera Jimrama z Aueršperka) darovala příjmy z obce Sněžné doubravnickému klášteru. Od konce 14. století patřila obec pánům z Pernštejna, když roku 1392 obec získal Vilém z Pernštejna.
Nejprve náležela k bystřickému panství, od roku 1500 pak k panství novoměstskému. Od roku 1587 patřily pod Sněžné též osady Kuklík a Křižánky, navíc místní rychtář (první zmínka z roku 1524) spravoval i louky u Milov. Roku 1625 byla v obci založena olomouckým biskupem farnost, ta ovšem za třicetileté války zanikla. Od roku 1672 náležely k této farnosti (v té době neobsazené) Sněžné, Tři Studně, Fryšava, Křižánky, Líšná, Vříšť, Kuklík, Odranec a Kadov. V roce 1736 přibyly osady Blatiny, Samotín a Krátká. V roce 1852 se Sněžné dočkalo povýšení na městys a obec byla začleněna do novoměstského okresu.
Ve roce 1848 došlo k začlenění obce do okresu Žďár nad Sázavou. Dne 8. dubna 1998 obdrželo Sněžné od Parlamentu ČR znak a prapor. Od 12. dubna 2007 byl obci vrácen status městyse.

## Přírodní poměry
V západní části katastrálního území Sněžné na Moravě, na úbočí Devíti skal, leží přírodní památka Bílá skála. Asi jeden kilometr jihovýchodně od ní se nachází přírodní památka Černá skála.

## Obyvatelstvo
| Rok            | 1869  | 1880  | 1890  | 1900  | 1910  | 1921  | 1930  | 1950  | 1961  | 1970 | 1980 | 1991 | 2001 | 2006 | 2014 |
| -------------- | ----- | ----- | ----- | ----- | ----- | ----- | ----- | ----- | ----- | ---- | ---- | ---- | ---- | ---- | ---- |
| Počet obyvatel | 1 931 | 1 868 | 1 804 | 1 762 | 1 684 | 1 524 | 1 628 | 1 128 | 1 087 | 894  | 758  | 752  | 797  | 750  | 720  |

## Školství
- Základní škola a mateřská škola Sněžné

## Části obce
- Sněžné
- Blatiny
- Krátká
- Milovy
- Podlesí
- Samotín
- Vříšť

## Doprava
Od února 2025 došlo k výraznému navýšení autobusových spojů na Vysočině. Týká se to i Žďárska a konkrétně Sněžné má zvýšený počet spojů jak na trase do Nového Města na Moravě, tak do Žďáru nad Sázavou s plynulou návazností zejména na vlaková spojení do Prahy a do Brna. Je zavedené nové pravidelné přímé spojení s městečky a obcemi na trase Žďár nad Sázavou- Sklené - Fryšava pod Žákovou horou - Tři Studně - Kadov (okres Žďár nad Sázavou) - Sněžné (okres Žďár nad Sázavou) - Milovy - Křižánky - Svratka. 

## Pamětihodnosti
- kostel svatého Kříže
- hřbitov
- kříž
- rychta
- fara
- evangelický kostel – postaven byl v roce 1788 jako toleranční evangelická modlitebna. V 2. polovině 19. století (1858–1861) byla přestavěna do současné podoby. Věž kostela měří na výšku 37 m. Poblíž kostela byl v roce 1925 postaven památník české reformace s reliéfy Mistra Jana Husa, Jana Žižky z Trocnova a Jana Amose Komenského a u památníku (na jeho vrcholu) byla instalována pískovcová socha prvního československého prezidenta Tomáše G. Masaryka. Autorem sochařského komplexu je sochař Julius Pelikán.
- Plastika T. G. Masaryka uprostřed obce v malém parku nebyla nikdy sejmuta.

## Osobnosti spojené se Sněžným
- Bohumila Málková, malířka
- František Halas, básník
- Zdeněk Blažek, hudební skladatel, pedagog
- Ludvík Kundera, básník
- Jiří Trnka, malíř, ilustrátor, animátor, spisovatel
- Jára Pospíšil, operní pěvec
- Jan Jelínek, vydavatel
- Dr. Emil Smetánka, vysokoškolský pedagog, spisovatel (Mé zlaté Německé)
- Dr. František Smetánka, lékař, univerzitní profesor, krajanský pracovník, odbojář
- Miloslav Bureš, spisovatel
- Bohdan Lacina, malíř, grafik

## Zajímavosti
- Na místní rychtě se natáčel film Všichni dobří rodáci režiséra Vojtěcha Jasného. Rychta představovala statek Zašínka v hereckém podání Waldemara Matušky.
- V okolí městyse se natáčel film Obušku, z pytle ven!.

## Galerie

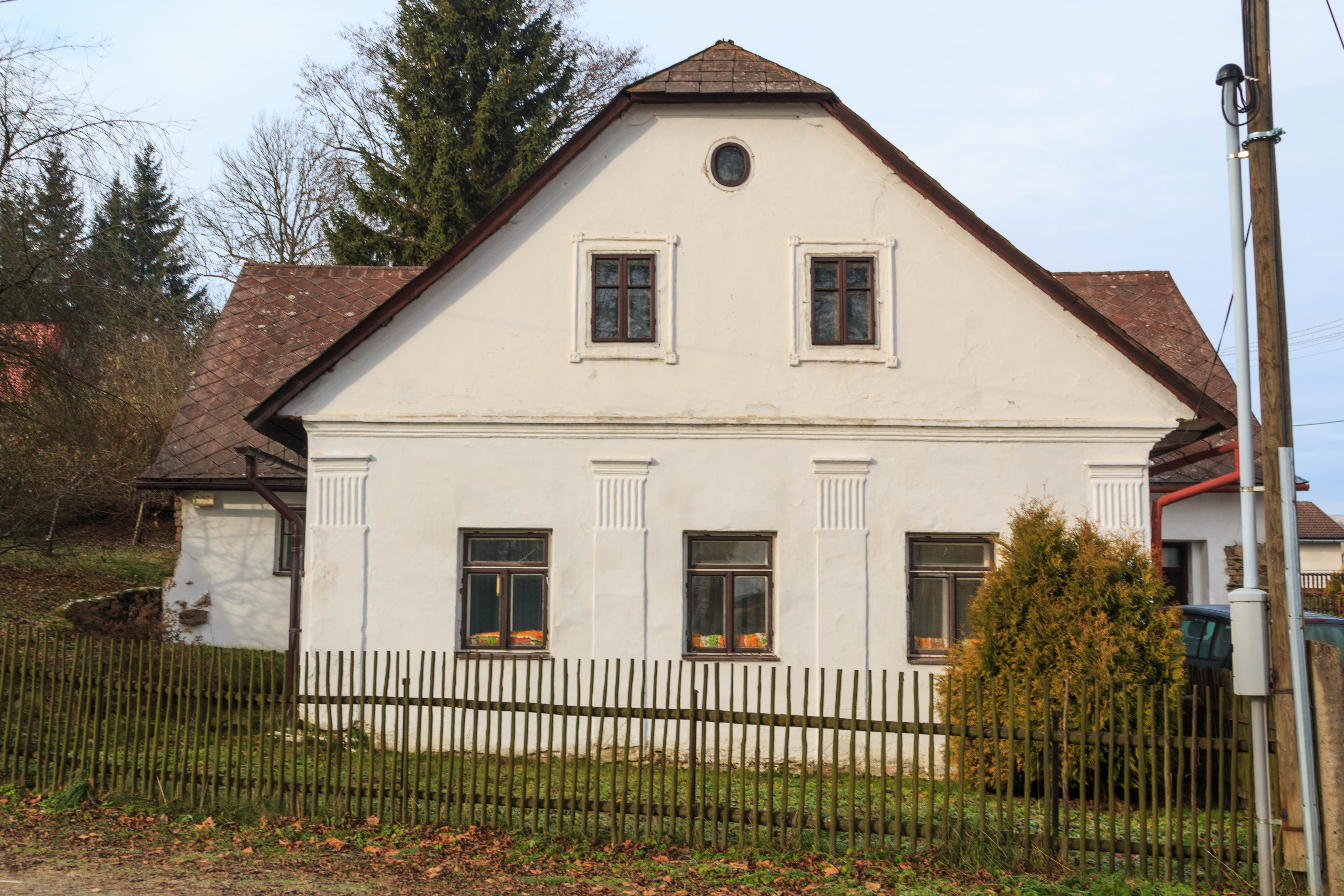
Sněžné – čp. 25
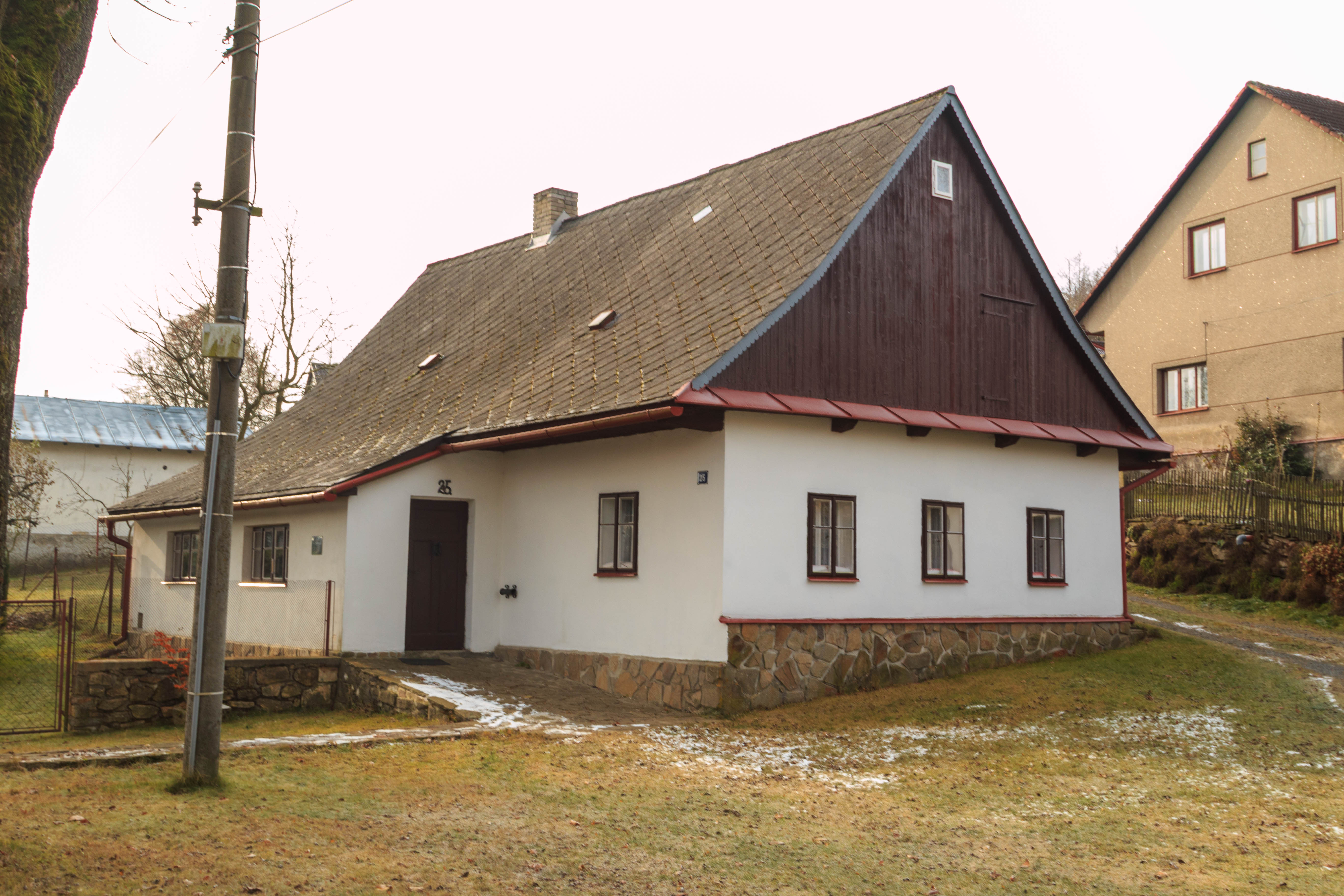
Sněžné – čp. 26
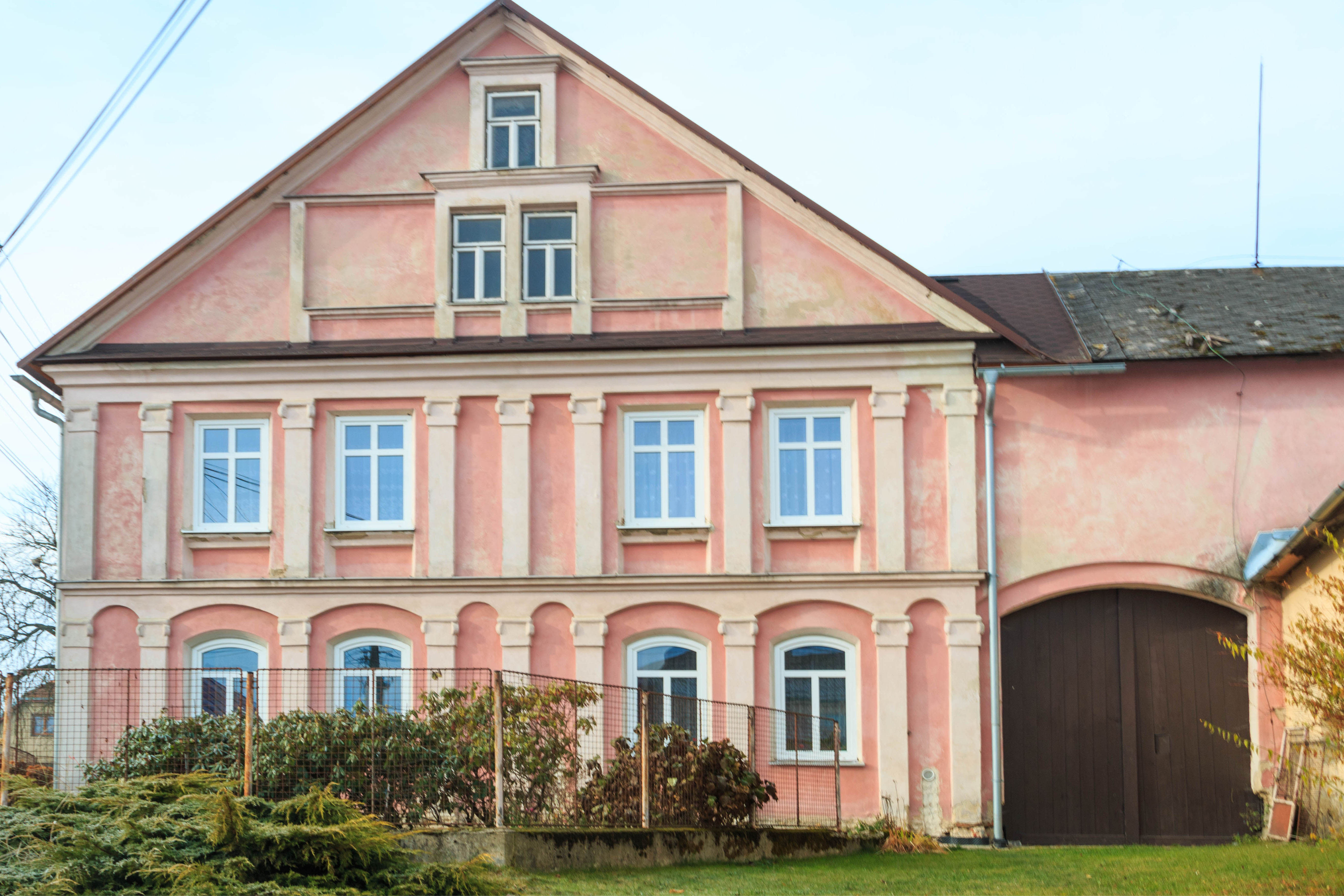
Sněžné – čp. 33
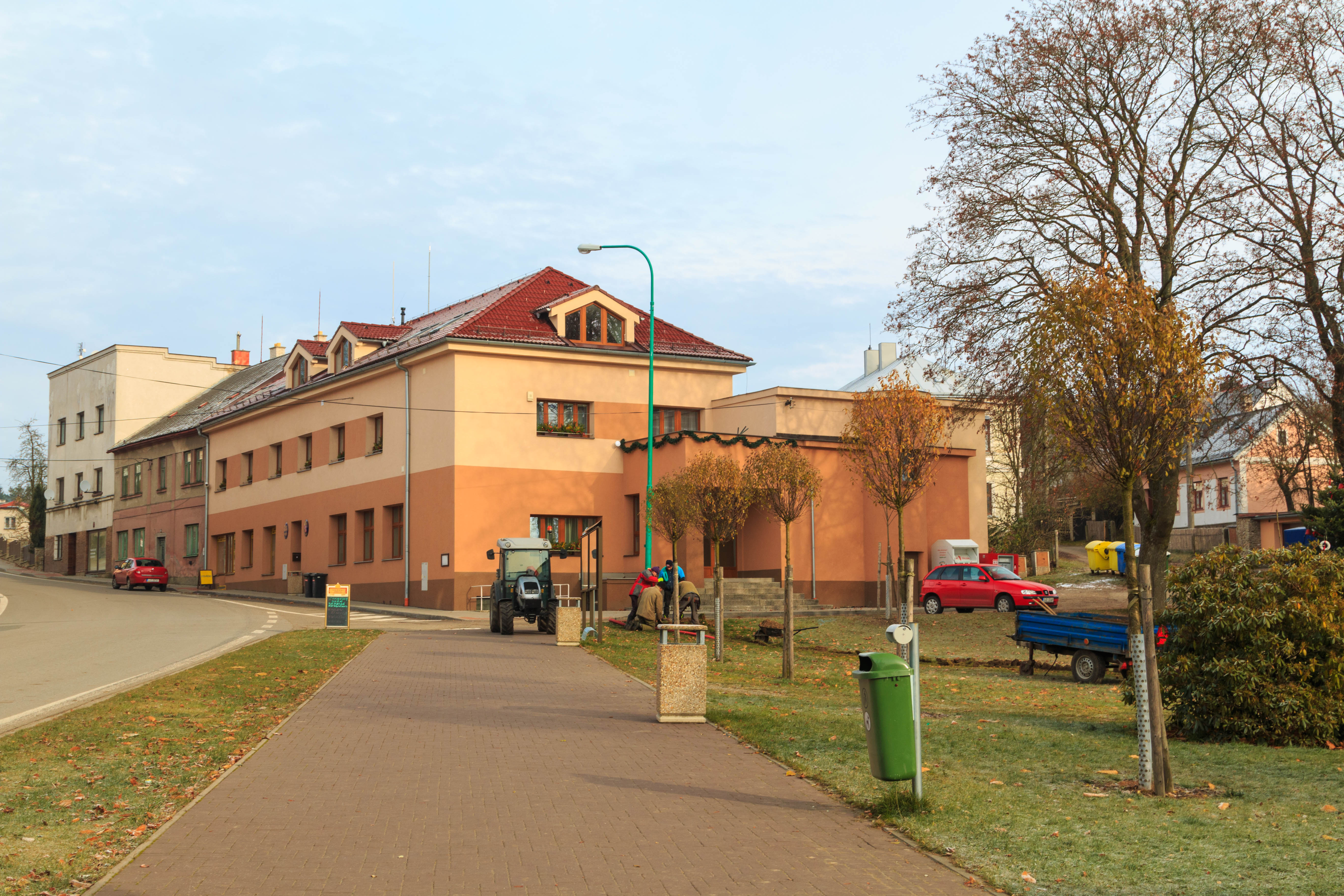
Sněžné – úřad městyse